# جرذ قذر
جرذ قذر (الاسم العلمي: Rattus sordidus) (بالإنجليزية: Canefield Rat)‏ هو نوع من الحيوانات يتبع جنس الجرذ من الفصيلة الفأرية.